# Von (preposizione)
In tedesco, von /fɔn/ è una preposizione indicante l'appartenenza o la provenienza. In italiano si traduce con "di", "da" o "de".

## Legalità dell'uso
In alcuni periodi storici e in alcune regioni tedesche, venne reso illegale per tutti i non appartenenti alla nobiltà anteporre il prefisso von prima del proprio cognome se non si faceva parte di una famiglia nobile.
Tuttavia nel Medioevo la particella "von" era comunemente integrata nei nomi e largamente utilizzata anche dai borghesi, come indicativo di "proveniente da"; per esempio "Hans von Duisburg" significa Hans da (della città di) Duisburg. Ancora nel XVIII secolo, il conferimento di un titolo nobiliare comportava l'aggiunta della particella von al cognome di nascita, fatto che andava a formare un nuovo cognome ereditato di padre in figlio unitamente al titolo e ai diritti propri del lignaggio (es. Johann August von Starck).
Di conseguenza, oggi non tutti i cognomi che iniziano con "von" sono di famiglie nobili.
Anche in olandese la particella "van", che è di origine comune con "von", non necessariamente indica nobilità, ma una provenienza geografica.
Nel racconto di Thomas Mann La morte a Venezia il protagonista è un famoso romanziere, che inizialmente porta il nome Gustav Aschenbach, modificato successivamente in Gustav von Aschenbach. Questo cambio di nome diventa simbolicamente molto importante per il protagonista del racconto.